# Arthur Spring
Arthur J. Spring (irisch: Artúr Spring; * 5. Juli 1976 in Tralee, County Kerry) ist ein früherer irischer Politiker der Irish Labour Party (Páirtí an Lucht Oibre), der zwischen 2011 und 2016 Mitglied des Dáil Éireann, des Unterhauses des Parlaments (Oireachtas) der Republik Irland, war.

## Leben
Arthur Spring ist der Neffe des Labour-Politikers Dick Spring und der Enkel des Labour-Politikers Daniel „Dan“ Spring. Arthur Spring studierte am Dublin Institut of Technology. Von 2002 bis 2005 arbeitete er bei der Anglo Irish Bank und machte sich dann bald mit einer Saftbar selbstständig. 2009 wurde er sowohl in den Kerry County Council als auch in den Tralee Town Council gewählt. 2010 bis 2011 war er Bürgermeister (Mayor) von Tralee.
2011 trat er bei den Wahlen zum Dáil Éireann im Wahlkreis Kerry North–West Limerick an und wurde gewählt. Zu den Wahlen 2016 wurde der Wahlkreis aufgelöst und er kandidierte im Wahlkreis Kerry. Dort erhielt er jedoch nicht genug Stimmen und schied aus dem Dáil aus.